# Corynorhynchus
Corynorhynchus is een geslacht van rechtvleugeligen uit de familie Proscopiidae. De wetenschappelijke naam van dit geslacht is voor het eerst geldig gepubliceerd in 1890 door Brunner von Wattenwyl.

## Soorten
Het geslacht Corynorhynchus omvat de volgende soorten:
- Corynorhynchus annalianae Piza, 1981
- Corynorhynchus childei Mello-Leitão, 1939
- Corynorhynchus coreaceus Piza, 1981
- Corynorhynchus hispidulus Brunner von Wattenwyl, 1890
- Corynorhynchus hispidus Klug, 1820
- Corynorhynchus incertus Brunner von Wattenwyl, 1890
- Corynorhynchus latirostris Brunner von Wattenwyl, 1890
- Corynorhynchus mariae Mello-Leitão, 1939
- Corynorhynchus parahispidus Piza, 1979
- Corynorhynchus proximus Mello-Leitão, 1939
- Corynorhynchus radula Klug, 1820
- Corynorhynchus seriatus Piza, 1979
- Corynorhynchus subtilis Liana, 1980
- Corynorhynchus tibarisae Liana, 1980